# Прапор Ізяслава
Прапор Ізяслава — один з офіційних символів територіальної громади міста Ізяслава Ізяславського району Хмельницької області протягом 2013-2020 років.

## Опис
Прямокутне полотнище з співвідношенням сторін 2:3 поділене горизонтально поперемінно червоними і білими смугами у співвідношенні 23:6:6:10:6:6:23. У центрі прапора герб міста, верхній край збігається з лінією поділу першої і другої смуг, низ — із поділом шостої і сьомої.

## Історія
Прапор Ізяслава (автор — В. М. Ільїнський) був затверджений 24 квітня 2013 року рішенням XL сесії міської ради VI скликання.

## Покликання
- Ізяславська міська рада